# Cream (Sonic the Hedgehog)
Pour les articles homonymes, voir Cream (homonymie).
Cream the Rabbit (クリーム・ザ・ラビット, Kurīmu za Rabitto) est un personnage de jeu vidéo de la série Sonic the Hedgehog. Elle apparaît pour la première fois en 2002 dans le jeu Sonic Advance 2 puis intervient régulièrement dans les opus suivants, principalement en tant que personnage secondaire.
Cream est une jeune lapine âgée de 6 ans, très douce et très gentille, toujours accompagnée d'un Chao baptisé Cheese. Au fil des jeux dans lesquels elle apparaît, elle agit essentiellement en tant que personnage de soutien auprès des autres protagonistes et est toujours prête à se défendre et à venir aider ses amis. Bien qu'elle ait très peu d'expérience en combat, elle possède néanmoins le pouvoir de voler avec ses deux oreilles. Elle est la meilleure amie d'Amy Rose avec laquelle elle noue une relation fraternelle, tout comme Tails qui entretient la même relation envers Sonic.
Elle est, avec Charmy the Bee, l'un des plus jeunes personnages de l’univers Sonic. Ces deux personnages sont d'ailleurs doublés par la même comédienne, Marie Millet, dans la version française.

## Développement
Cream est annoncée par Sega en février 2002, peu de temps après la sortie européenne de Sonic Advance. Au tout début, il est question que ce personnage soit conçu spécifiquement pour un prochain jeu, Sonic Heroes, dans l'objectif de lui attribuer le rôle de personnage de type Vol pour la Team Rose et de l'assigner en parallèle comme étant un équivalent féminin de Tails,. Par la suite, l'équipe de la Sonic Team décide finalement de l'intégrer dans le jeu Sonic Advance 2 afin de la familiariser avec les joueurs débutants et rendre les niveaux moins difficiles.
Dans un premier temps, Cream apparaît sous différents types d'animaux selon les concepts ; les premiers croquis la présentent en effet sous la forme d'un écureuil, d'un chat ou encore d'un raton laveur. L'idée finale d'en faire une lapine fait référence à une idée antérieure concernant le personnage de Sonic, qui était à l'origine pressenti pour être un lapin avec des oreilles extensibles lui permettant d'attraper des objets, idée incluse dans le jeu Ristar (1995). Or, l'idée des oreilles a été abandonnée pour Sonic et est en fin de compte réutilisée pour le personnage de Cream afin d'en concevoir des ailes lui permettant de voler. Concernant les croquis, certains d'entre eux ont probablement été conservés et inspirés pour la création de futurs personnages, à savoir Blaze the Cat pour Sonic Rush (2005) ou encore Marine the Raccoon pour Sonic Rush Adventure (2007).
Le personnage de Cream est dévoilé pour la première fois le 20 septembre 2002 à l'occasion du Tokyo Game Show,, salon de jeu vidéo ayant lieu tous les ans à Chiba depuis 1996, au cours duquel le jeu Sonic Advance 2 y est également présenté. Elle officialise sa première apparition à la sortie du jeu au Japon trois mois plus tard, le 19 décembre.
On précisera aussi qu'elle apparaît exclusivement sur les consoles de Nintendo, Sony et Microsoft ainsi que sur les applications mobiles, Sega ayant cessé son activité de fabricant de consoles en 2001, un an avant la création du personnage.

## Caractéristiques

### Personnalité
Cream est une lapine de race lapin bélier de couleur beige et orange avec des yeux marron. Âgée de 6 ans, elle a un caractère très doux et gentil et se montre toujours polie, bienveillante et quelquefois naïve. Elle vit avec sa mère, Vanilla the Rabbit, qui l'élève tendrement avec attention, et est constamment accompagnée de son Chao, Cheese, qu'elle tient comme un fidèle compagnon. Elle est également sensible et curieuse à tout ce qu'elle voit, fait preuve de courage et n'hésite pas à affronter le danger. Dans ses principaux passe-temps, elle aime jouer avec ses amis, se promener et même cueillir des fleurs surtout pour en fabriquer des couronnes qu'elle offre à tous les gens qu'elle aime.
Cream a également une bonne relation amicale avec Sonic, Tails, et plus exactement Amy Rose avec qui elle s'associe régulièrement durant leurs aventures et forge un lien particulièrement fraternel, faisant d'elles les prototypes féminins de Sonic et Tails dans la série. Elle s'entend bien aussi avec Knuckles, même si ce dernier peut parfois paraître solitaire. De temps en temps, elle les accompagne en qualité de personnage de soutien et se met à leurs côtés pour les aider dans diverses actions.
On peut également souligner que le nom Cream, signifiant « crème » en anglais, fait référence d'une part à la couleur crème de son pelage et d'autre part à un jeu de mots liés à la nourriture. Il en est de même pour Cheese et Vanilla, dont les noms sont construits sur cette même thématique (Cream Cheese pour « fromage à la crème » et Vanilla Cream pour « crème à la vanille »).

### Combat
Malgré son habileté à voler en battant des oreilles, Cream a une faible expérience en combat et compte généralement sur ses amis pour l'aider dans ses engagements. En effet, dans la plupart des jeux où elle apparaît, elle se sert en grande partie de Cheese pour attaquer les ennemis à sa place, notamment grâce au Chao Attack lui permettant de percuter ses cibles, créer des ondes d'énergie pour les neutraliser, et servir occasionnellement de bouclier qui protège Cream en cas de menace. De plus, celle-ci agit souvent sur un plan émotionnel, y compris dans le jeu Sonic Battle où elle se lie d'affection avec le robot Emerl, tout en le soutenant dans ses combats pendant qu'elle reste à distance. Son soutien est en quelque sorte une façon de refléter sa bonne nature et joue un rôle crucial dans la protection de son entourage.
Par ailleurs, Cream adopte aussi un style de combat reposant principalement sur des stratégies collectives ; dans Sonic Heroes, elle utilise une attaque spécifique appelée Thunder Shoot, consistant à envoyer ses coéquipiers droit sur les adversaires lorsqu'elle est en vol. Cette capacité à œuvrer collectivement se distingue plus ou moins dans d'autres jeux tels que Sonic Advance 3 et Sonic Chronicles : La Confrérie des ténèbres où elle se concentre non seulement sur la collaboration en équipe, mais également dans le soutien et la régénération de ses alliés. Aussi, notamment dans les jeux à défilement horizontal, elle peut, de la même manière que Sonic, se mettre en boule pour éviter des obstacles ou attaquer directement les ennemis en effectuant un Spin Attack, une des techniques classiques fréquemment utilisée par les héros de la série.
Dans une interview en juin 2003, le producteur de Sega, Yuji Naka, considère que si Cream devait combattre les ennemis par elle-même, cela abîmerait son image de petite fille douce. Cependant, il n'est pas rare qu'on la voie s'illustrer dans des combats individuels, comme c'est le cas dans Sonic Dash où elle peut affronter seule les deux boss du jeu (Eggman et Zazz) en utilisant une charge aérienne pour les faire tomber. Ce changement de gameplay, contrastant avec son caractère pacifique, montre ainsi qu'elle est tout de même capable de se défendre de manière autonome en fonction de la situation, ce qui souligne une évolution notable dans ses aptitudes.

## Historique des apparitions
- 2002 : Sonic Advance 2 (Game Boy Advance) (jouable, à débloquer)
- 2003 : Sonic Battle (Game Boy Advance) (jouable)
- 2003 : Sonic Heroes (PS2, Xbox & GameCube) (jouable)
- 2004 : Sonic Advance 3 (Game Boy Advance) (jouable)
- 2005 : Sonic Rush (Nintendo DS) (non-jouable)
- 2005 : Shadow the Hedgehog (PlayStation 2, GameCube et Xbox) (non-jouable)
- 2006 : Sonic Riders (PlayStation 2, GameCube et Xbox) (jouable, à débloquer)
- 2007 : Sonic and the Secret Rings (Wii) (jouable en mode multijoueur)
- 2007 : Mario et Sonic aux Jeux olympiques (Wii et Nintendo DS) (non-jouable)
- 2008 : Sonic Riders: Zero Gravity (PlayStation 2 et Wii) (jouable, à débloquer)
- 2008 : Sonic Chronicles : La Confrérie des ténèbres (Nintendo DS) (jouable)
- 2009 : Mario et Sonic aux Jeux olympiques d'hiver (Wii et Nintendo DS) (non-jouable)
- 2010 : Sonic Free Riders (Xbox 360) (jouable)
- 2010 : Sonic Colours (Nintendo DS) (non-jouable)
- 2011 : Sonic Generations (PlayStation 3, Xbox 360 et Nintendo 3DS) (non-jouable)
- 2011 : Mario et Sonic aux Jeux olympiques de Londres 2012 (Wii et Nintendo 3DS) (non-jouable)
- 2012 : Sonic Jump (iOS et Android) (jouable)
- 2013 : Sonic Dash (iOS et Android) (jouable)
- 2013 : Mario et Sonic aux Jeux olympiques d'hiver de Sotchi 2014 (Wii U) (non-jouable)
- 2015 : Sonic Runners (iOS et Android) (jouable)
- 2016 : Mario et Sonic aux Jeux olympiques de Rio 2016 (Nintendo 3DS) (jouable)
- 2017 : Sonic Forces: Speed Battle (iOS et Android) (jouable)
- 2019 : Mario et Sonic aux Jeux olympiques de Tokyo 2020 (Nintendo Switch) (non-jouable)
- 2023 : Sonic Dream Team (iOS) (jouable)
- 2024 : Sonic X Shadow Generations (PlayStation 4, PlayStation 5, Nintendo Switch, Xbox One et Xbox Series) (non-jouable)
- 2025 : Sonic Rumble (iOS et Android) (jouable)
- 2025 : Sonic Racing: Crossworlds (PlayStation 5, PlayStation 4, Xbox One, Xbox Series & Nintendo Switch) (jouable)

Sonic Advance 2 (2002)
Cream et Cheese effectuent leur apparition au début de ce jeu, où ils sont enlevés par Eggman à la fin du premier niveau. Sonic parvient alors à libérer la lapine, marquant ainsi la première rencontre entre les deux personnages. La mère de Cream, Vanilla, qui apparaît également pour la première fois, est kidnappée à son tour dans le dernier niveau et Sonic se transforme aussitôt en Super Sonic pour la délivrer des mains de l'antagoniste.
Sonic Heroes (2003)
Dans ce jeu, Cream apparaît aux côtés d'Amy et Big the Cat dans la Team Rose, destinée aux joueurs débutant dans les jeux d'action. Pendant qu'Amy essaie de retrouver Sonic, Cream se lance à la recherche de Chocola, le frère jumeau de Cheese, retenu en captivité par Eggman tout comme Froggy, la grenouille de Big, qui a subi le même sort.
Sonic Battle (2003)
Cream se lie d'amitié avec Emerl, un robot Gizoid découvert par Sonic, abandonné sur la plage d'Emerald Beach. D'abord réticente à l'idée de combattre à ses côtés en raison du fait qu'elle n'aime pas la violence, elle accepte d'entraîner Emerl en compétence et prend peu à peu le goût de se battre pour ses proches. Elle peut être jouable et a également la possibilité de se régénérer en combat, comme les autres personnages.
Sonic Advance 3 (2004)
Cream peut être incarnée en tant que cinquième personnage à jouer au cours de l'histoire. Elle utilise d'ailleurs un parapluie pour planer dans l'air ou pour redescendre sur terre. À la fin du jeu, en se promenant sur la plage avec Vanilla, elle découvre un autre robot défectueux, Gemerl, qu'Eggman avait construit à partir des données de son prédécesseur, Emerl. Après avoir réussi à le réparer dans son atelier, Tails en fait cadeau à Cream.
Shadow the Hedgehog (2005)
Dans ce jeu, Cream se retrouve égarée dans le château du niveau de Cryptic Castle. Amy confie alors à Shadow la mission de partir à sa recherche. Une fois que ce dernier l'a trouvée, Cream le charge ensuite de lui ramener Cheese, qui s'est également perdu en chemin.
Sonic Rush (2005)
Cream apparaît de nouveau en tant que personnage de soutien pour Amy Rose mais aussi pour Blaze the Cat, qui signe sa première apparition dans cet opus. Elle sert de guide à cette dernière notamment dans la recherche des Sol Emeralds, dont elle est gardienne.
Sonic Riders (2006), Sonic Riders: Zero Gravity (2008) et Sonic Free Riders (2010)
Dans cette série de jeux, Cream fait partie des personnages jouables et peut être débloquée en finissant le mode Héros. Elle possède aussi sa propre planche personnelle de type Extreme Gear. Dans Sonic Free Riders, elle participe à la compétition du Grand Prix et représente la Team Rose avec Amy et Vector the Crocodile.
Sonic and the Secret Rings (2007)
Cream apparaît aussi dans ce jeu mais n'est pas visible dans le mode histoire. Toutefois, elle peut être jouable en mode multijoueur, à condition d'être débloquée en échange de 42 Âmes de feu.
Série Mario et Sonic aux Jeux olympiques (2007-2019)
Cream fait une apparition dans la série Mario et Sonic aux Jeux olympiques en tant que personnage non-jouable dans les quatre premiers jeux. En effet, elle intervient en tant que juge et arbitre dans certaines épreuves aux côtés d'autres personnages secondaires dont Toad, qui occupe le même statut pour la série Mario.
Elle devient jouable à partir de Mario et Sonic aux Jeux olympiques de Rio 2016 mais n'apparaît cependant que sur la Nintendo 3DS et est jouable uniquement dans la discipline du beach-volley. Elle redevient arbitre dans le dernier jeu en date, Mario et Sonic aux Jeux olympiques de Tokyo 2020, sorti en 2019 sur Nintendo Switch.
Sonic Chronicles : La Confrérie des ténèbres (2008)
Cream demande à Sonic de l'aider à retrouver Cheese, après que les deux aient été attaqués et séparés par des animaux sauvages en cueillant des fleurs. Une fois la requête terminée, Cream se joint aux autres pour les aider à chercher la Master Emerald dérobée par le clan Nocturnus, tribu échidné dirigée par l'empereur Ix. Durant les combats, elle s'occupe de rétablir les points de santé de ses partenaires.
Sonic Colours (2010)
Cream se promène dans le parc d'attractions du docteur Eggman lorsqu'elle est encerclée par Orbot et Cubot, ses deux robots serviteurs, qui confondent Cheese avec un Wisp. Sonic doit alors délivrer 30 Wisps puis ramasser 250 Rings dans le temps imparti pour la sauver.
Sonic Generations (2011)
Cream apparaît au début de ce jeu pour l'anniversaire surprise de Sonic, mais est emportée par le Time Eater qui disperse également les autres personnages à travers plusieurs niveaux que Sonic a parcourus dans le passé. Elle est transformée en statue de sel et est libérée plus tard dans le niveau de Speed Highway, issu de Sonic Adventure (1998).
Sonic Dash (2013)
Dans ce jeu mobile, elle est également disponible en tant que personnage jouable et peut être débloquée au bout de sept jours après le début de la partie, ou en échange de 40 Rings Étoiles rouges. Tout au long de la course, elle peut se mettre en boule pour vaincre des ennemis et éviter les obstacles. C'est un des seuls jeux où elle combat exceptionnellement les boss par ses propres moyens, sans l'aide de quiconque.
Sonic Runners (2015)
Cream faisait une apparition dans ce jeu et pouvait également être jouable après avoir été débloquée en échange de 150 Rings Étoiles rouges.
À la suite de l'arrêt définitif des serveurs du jeu en juillet 2016, une suite nommée Sonic Runners Adventure paraît en 2017, sans que Cream n'apparaisse cette fois-ci.
Sonic Forces: Speed Battle (2017)
Cream apparaît aussi dans ce jeu en tant que personnage à débloquer, à partir de 2018 dans la mise à jour 1.5.0. En plus de son apparence originale, elle est également jouable sous trois versions alternatives : Cream Printanière, Cream Licorne et Cream Batteuse.
Sonic Dream Team (2023)
Cream est retenue prisonnière par Eggman dans la Rêverie, une ancienne relique ayant la capacité de transformer les rêves en réalités. Alors que celui-ci se sert de la lapine pour interagir avec le système, la gardienne de la Rêverie, Ariem, sollicite l'aide de Sonic et Amy pour récupérer les orbes oniriques afin de pouvoir libérer Cream, puis les autres personnages dans la foulée.

## Autres médias
Outre les jeux vidéo, Cream est également apparue dans d'autres médias de la franchise, notamment dans la série animée Sonic X diffusée en 2003. Dès le premier épisode, tout comme les autres protagonistes, elle est accidentellement propulsée sur Terre à la suite de l'explosion du générateur de chaos du Dr. Robotnik. Avec Sonic, Tails et Amy, elle sera plus tard hébergée par un jeune garçon, Chris, qui fera tout pour les aider à récupérer les Émeraudes du Chaos afin de retrouver leur univers d'origine.
Par ailleurs, elle figure également dans les bandes dessinées américaines Sonic the Hedgehog publiées par Archie Comics entre 1993 et 2017, puis dans la nouvelle série publiée par IDW Publishing depuis 2018.
En 2003, on note aussi sa présence en caméo dans le jeu Sonic Adventure DX: Director's Cut (remake de Sonic Adventure initialement sorti en 1998 sur Dreamcast) où on peut la voir brièvement voler dans les airs à certains niveaux. On la retrouve également dans un jeu intitulé Sonic 2: Pink Edition, qui est en réalité un hack du jeu Sonic the Hedgehog 2 sorti sur Mega Drive en 1992, où elle et Amy remplacent respectivement Tails et Sonic au cours de l'aventure.
Enfin, elle apparaît aussi en caméo dans les jeux Super Smash Bros. Brawl et Super Smash Bros. for Nintendo 3DS / for Wii U où elle peut être collectionnée en tant que trophée aide.

## Impact culturel

### Accueil
Depuis ses premiers pas dans la série, Cream reçoit globalement des critiques assez mitigées de la part de certaines revues de presse, en particulier l'Official Nintendo Magazine qui l'inscrit parmi les pires personnages de Sonic en raison de sa personnalité trop juvénile et de ses aspects physiques. D'autres avis négatifs sont émis sur la lapine, comme celui du site GameSpy qui la qualifie de « personnage banal », ou encore celui de GamesRadar+ trouvant son nom « aléatoire » et reprochant un manque de profondeur et d'originalité dans sa conception. Le site britannique Eurogamer mentionne également les noms de Cream et Cheese avec une exclamation ambiguë (« oh mon Dieu »), laissant planer un doute quant à l'intention exacte de la critique.
En revanche, Cream reçoit une critique positive du magazine Xbox World qui la classe comme « meilleur nouveau personnage » de la série depuis Tails. Les critiques favorables de GameSpot et de GamePro sur Sonic Advance 2 ont également loué la qualité de son animation et son mode de jeu accessible,. En 2006, elle intègre le top 10 des personnages les plus populaires au Japon lors d'un sondage réalisé pour le 15e anniversaire de la série, ce qui la distingue parmi les héroïnes récurrentes de l'univers de Sonic, partageant son statut avec Amy Rose, Rouge the Bat et Blaze the Cat.

### Promotion et produits dérivés
Le personnage de Cream a été adapté dans divers produits dérivés liés à l'univers de la franchise. En 2004, afin de promouvoir la sortie de Sonic Heroes, elle apparaît dans un mini-jeu d'arcade intitulé Cream Flower Catch, produit par Sega et distribué dans les restaurants McDonald's, faisant partie d'une gamme proposant différents jeux électroniques axés sur les personnages de la série. Comme son nom l'indique, l'objectif pour Cream est d'attraper un maximum de fleurs lancées par Cheese depuis un arbre avant qu'elles n'atteignent le sol. Au bout de 30 fleurs ramassées, un sac apparaît en haut à gauche de l'écran et les fleurs se mettent à tomber très rapidement, augmentant ainsi la difficulté du jeu. La partie se termine lorsque trois sacs sont remplis, ou à l'inverse lorsque Cream fait tomber cinq fleurs par terre.
Cream a d'ailleurs fait une apparition avec Sonic dans une publicité pour McDonald's diffusée en France en mars 2006, à l'occasion de la commercialisation de cette gamme de jeux dans le pays. La publicité montre une famille sortant en voiture du McDonald's de Champs-sur-Marne, avec deux enfants possédant un Happy Meal chacun ; Cream surgit alors du jeu électronique de la jeune fille et s'aperçoit que celui du garçon est vraisemblablement vide. Sans plus attendre, Sonic s'élance précipitamment du restaurant à son tour, parcourt à toute vitesse les avenues de la commune et finit par rattraper la voiture à un carrefour de la cité Descartes afin de lui remettre son propre jeu électronique (Sonic Extreme Boarding).